# Štefica Vidačić
Štefica Vidačić (Stefanie Job, Steffie Vida; Požega, 7. svibnja 1909. – Zürich, 2002.) bila je hrvatska glumica, spisateljica i Miss Europe (1927.).

## Životopis
Rodila se u Požegi, 7. svibnja 1909. godine. Krštena je dan kasnije u župi sv. Terezije. Bila je izvanbračno dijete oca Franje Söjtöryja i majke Vjekoslave Vidačić. Pohađala je realnu gimnaziju u Zagrebu. Prema nekim izvorima prije mature izgubila je roditelje u nesreći.
U prosincu 1926. izabrana je za Miss Jugoslavije u zagrebačkome hotelu „Esplanade”. U ožujku 1927., u Beču, osvojila je prvo mjesto na natjecanju za ljepoticu Europe. Prije svoje karijere radila je prema nekim izvorima na kiosku, a prema drugima u zagrebačkom kafiću.
Nakon toga odlazi u Berlin i mijenja ime u Steffie Vida. Već od 1928. odigrala je nekoliko manjih uloga u filmovima. Ubrzo nakon toga završila je karijeru. U filmskim studijima upoznala je filmskog skladatelja i glazbenog redatelja Willyja Schmidt-Gentnera (1894.–1964.). Vjenčali su se 1932. godine. Nakon toga sele se u Brandenburg. Godine 1933. bračni par se preselio u Beč. Godine 1938. zbog ratne nesigurnosti odlučuju kupiti poljoprivredno gospodarstvo. Zbog toga je morala položiti ispit za vođenje poljoprivrednog dobra. Muž je zbog posla većinom živio u Beču što je kasnije i dovelo do njihova razvoda.
Jedno je vrijeme bila i lektorica tvrtke „Mondial Film” u Beču. Godine 1947. odlazi u SAD gdje je filmski producent Eugen Sharin tražio od Štefanije seriju od 12 kratkometražnih glazbenih filmova. Dok je filmove donosila u Zürich i otpremala zrakoplovom u SAD upoznala je švicarskoga novinara i televizijskoga pionira Maxa Joba. Par se vjenčao krajem 1949. godine i ona otad nosi ime Stefanie Job. Max je nakon četiri i pol godine braka stradao u zrakoplovnoj nesreći te Štefanija ostaje udovica. Nakon toga napušta filmsku industriju te upisuje studij literature i 17 godina radila kao lektorica i korektorica za razne züriške novine. Nekoliko godina nakon Maxove smrti upoznala je poznatog züriškoga tvorničara kožne robe Waltera Lehnera. S njime je živjela na bazi partnerstva narednih tridesetak godina.
Jedno je vrijeme živjela između Züricha i Schnifisa, gdje je utemeljila „Klub austrijskih prijatelja literature i autora” (KÖLA). Klub je vodila do 1991. godine.
Od 1978. do 1986. uređivala je literarnu reviju „Voralberški list” gdje je omogućila mladim autorima da svoje tekstove prezentiraju javnosti. Bila je članica švicarskoga PEN kluba. Kako nije imala potomaka, svoju ostavštinu darovala je organizaciji „Greenpeace Schweiz”.

## Filmografija
| Godina | Naslov            | Uloga                      |
| ------ | ----------------- | -------------------------- |
| 1928.  | Evine kćeri       | Barunica Edith von Stetten |
| 1928.  | Vitezovi noći     | —                          |
| 1928.  | Tajne Orijenta    | —                          |
| 1929.  | Ljubav u snijegu  | —                          |
| 1929.  | Ponoćna pristojba | Konobarica                 |

## Spisateljska djelatnost
- * „Dar” [„Das Geschenk”] (1980.)[7]
- * „U predvorju” [„Im Vorhof”] (Bern-München, 1990.)[7]
- * „Žena biti u starosti – zadovoljstvo ili razočaranje?” [„Frau sein im Alter – Lust oder Frust?”] (Feldkirch, 1992.)[8]

### Članci
- Nuić, Tihomir. 2020. Švicarski memento Štefici Vidačić Job (PDF). Hrvatski iseljenički zbornik 2020. Hrvatska matica iseljenika. Zagreb. : 310–319

### Mrežna sjedišta
- Steffie Vida (engleski). www.imdb.com. Pristupljeno 29. srpnja 2023.